# Windows Update
Windows Update je Microsoftov servis za operacijske sustave iz obitelji Windows 9x i Windows NT koji automatizira preuzimanje i instalaciju softverskih ažuriranja preko interneta. Servis dostavlja softverska ažuriranja za sustave Windows, kao i razne Microsoftove antivirusne proizvode, uključujući Windows Defender i Microsoft Security Essentials. Microsoft je izdao i dva proširenja servisa - Microsoft Update i Windows Update for Business. Prvo proširuje servis na druge Microsoftove proizvode, kao što su Microsoft Office i Microsoft Expression Studio, dok je drugo dostupno poslovnim izdanjima sustava Windows 10 i omogućuje odgađanje ažuriranja ili njihovu instalaciju nakon rigoroznog testiranja.
Razvojem servisa razvijao se i njegov softverski klijent. Klijentska komponenta je godinama bila mrežna aplikacija Windows Update koja je mogla biti pokrenuta samo u Internet Exploreru. Pojavom sustava Windows Vista, primarna klijentska komponenta postao je Windows Update Agent, komponenta koja je dio samog operacijskog sustava.
Servis pruža nekoliko vrsta ažuriranja. Sigurnosna ili kritička ažuriranja rješavaju sigurnosne ranjivosti sustava. Kumulativna ažuriranja i ažuriranja kvalitete kolekcije su nekoliko ažuriranja neovisnih o prijašnjim ažuriranjima. Servisni paketi i ažuriranja značajki velika su kumulativna ažuriranja koja donose nove i uklanjaju ukinute značajke. Njihovo izdavanje izravno utječe na kvalificiranost sustava za primanje tehničke podrške. Ažuriranja definicija za antivirusne proizvode također su dostupna kroz servis Windows Update. Paketi jednostavno označeni s "ažuriranje" ispravljaju softverske pogreške nevezane uz sigurnost sustava.